# École nationale supérieure d'informatique (Alger)
Pour les articles homonymes, voir ESI et INI.
L'École nationale supérieure d'informatique (ESI), anciennement Institut national de formation en informatique (INI), est un établissement d'enseignement supérieur algérien formant des ingénieurs d’État en informatique. Elle est située à Oued Smar, à environ 15 km du centre-ville de la capitale Alger, en Algérie.
Créée sous le nom de Centre d’études et de recherche en informatique (CERI) sous la tutelle de l'ex-ministère de la planification et de l’aménagement du territoire, elle a été renommée et placée sous la tutelle du ministère de l’enseignement supérieur et de la recherche scientifique en 1984.
Le CERI fut le premier centre de formation spécialisé en informatique d’Afrique. Il forma les premiers ingénieurs d’État, ingénieurs d’application et programmeurs d’Algérie et d’autres pays africains (Bénin, Cameroun, Gabon, Mali, Mauritanie, Sénégal, Tunisie, etc.).

## Situation
L'École nationale supérieure d'informatique est située sur le territoire de la commune de Oued Smar, à proximité des villes d'El Harrach et de Bab Ezzouar. L'école est desservie par la gare ferroviaire de Oued Smar, située sur la ligne SNTF Alger-Thénia et par l'axe autoroutier Ben Aknoun - Aéroport international Houari Boumedienne (rocade Sud).
Bâtie sur une superficie de 13 hectares, à 2 km de l'Université des sciences et de la technologie Houari Boumediene (USTHB).

## Histoire

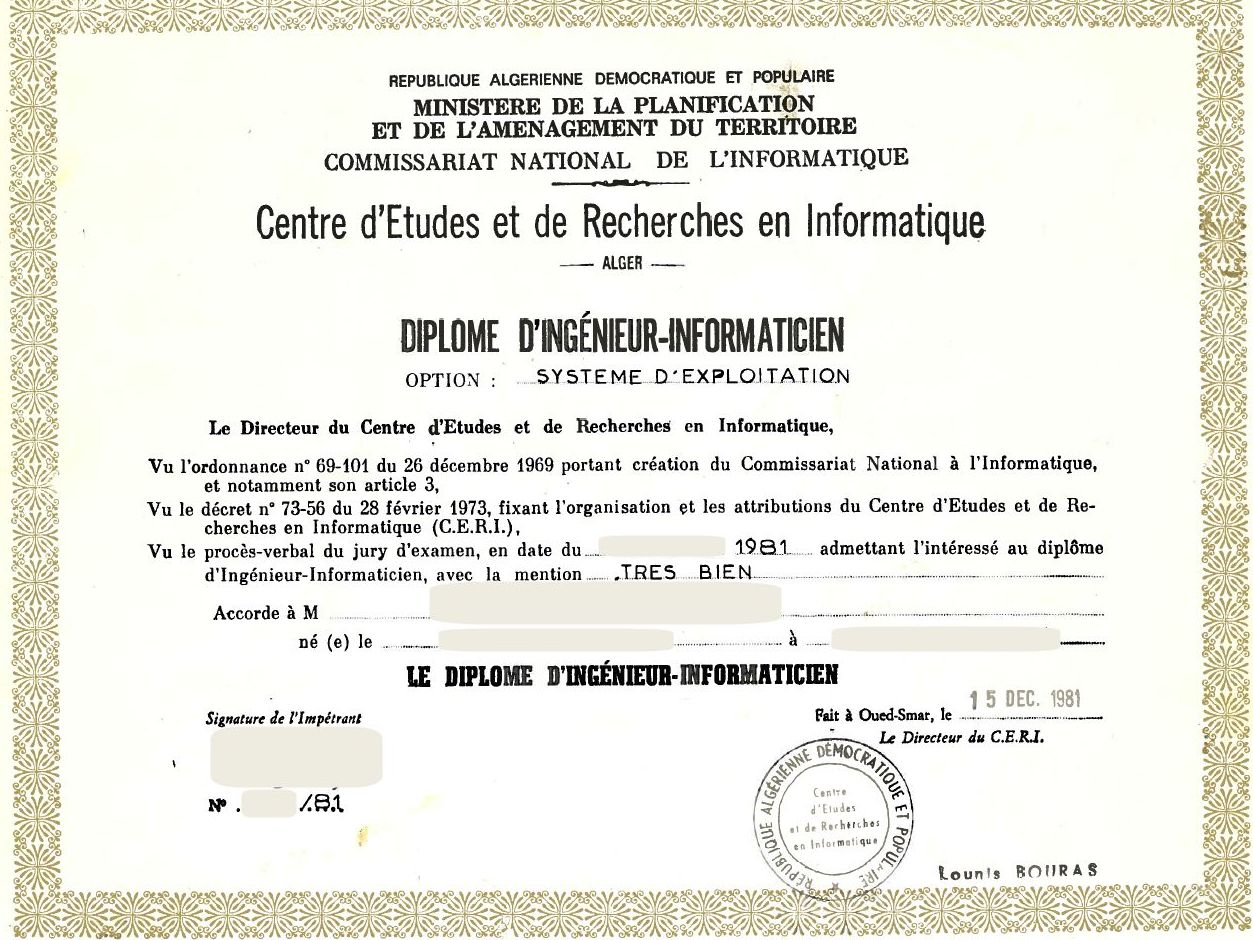
Diplôme d'ingénieur informaticien délivré par le CERI en 1981

L'ESI est créée le 6 décembre 1969 sous l’appellation de Centre d'étude et de recherche en informatique (CERI), sous le haut patronage de Mr Bouras. En 1984, le CERI change de nom pour devenir l'Institut national de formation en informatique (INI). L'école prend son nom actuel et change de statut en 2008.
Le Centre d'étude et de recherche en informatique, créé en 1969, fut le premier centre de formation spécialisé en informatique en Afrique. Il forma les premiers ingénieurs d’État. Durant la première décennie de son existence, l’institut forma des cadres pour l’État algérien mais également pour un bon nombre de pays africains.

## Enseignement

### Admission
L'Ecole nationale Supérieure d'Informatique propose une classe préparatoire en Informatique, accessible directement après le bac, et les places sont réservées uniquement pour les algériens. L'école est considérée comme ayant la formation la plus sélective en Algérie, avec environ 250 places chaque année, et avec la moyenne d'accès la plus élevée en Algérie (2021 : Mathématiques 18.13/20 , Scientifique 18.67/20 , Mathématiques-Technique:19.23 ) : Les élèves ayant des moyennes leur permettant d'intégrer l'école représentent 1/1000 (0.1%) des élèves du baccalauréat.

### Missions

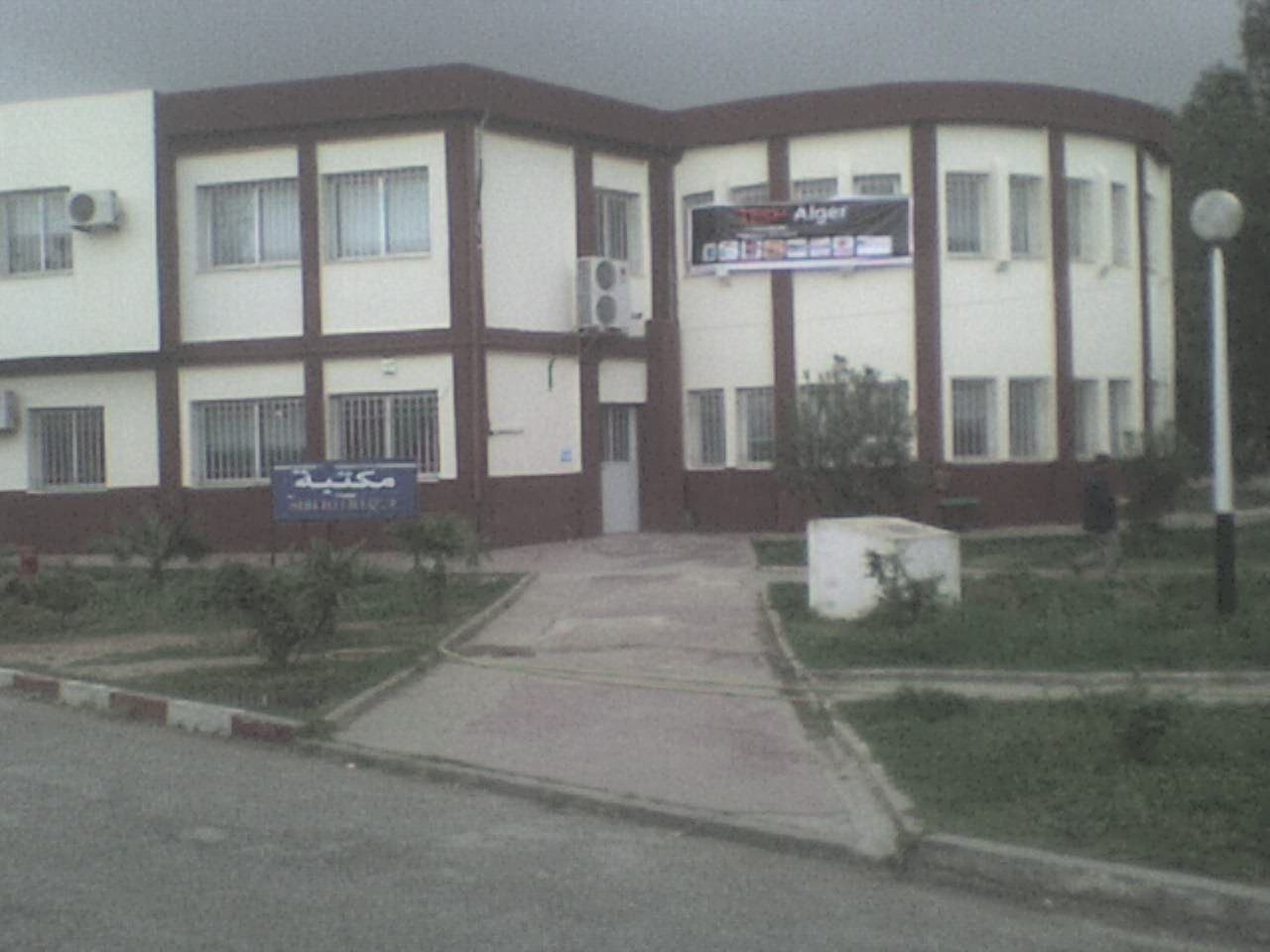
La bibliothèque de l'école

Les principales missions de l'ESI sont :
- La formation d'ingénieurs en informatique.
- La formation en première post-graduation durant deux années pour l’obtention d'un magister en informatique.
- La formation en deuxième post-graduation durant quatre années pour l'obtention d’un doctorat en informatique.
- La formation continue pour le perfectionnement de cadres d’entreprises.

### Formation des ingénieurs
L'École nationale supérieure d'informatique forme des ingénieurs d'État en informatique. La scolarité dure cinq ans et est répartie en trois périodes :
- Deux années de classes préparatoires intégrées (CPI) : Celles-ci remplacent les deux années du tronc commun de l'ancien système, qui consistait à faire deux années de tronc commun à la suite desquelles l'étudiant devait choisir une spécialité. aucun redoublement d'année n'est permis en première année CPI (Cycle (classe) préparatoire intégré). Puis en deuxième année, les étudiants qui ont obtenu une moyenne générale inférieure à 12/20 doivent obligatoirement passer un concours qui leur permettra d'accéder en troisième année socle commun supérieur, ce concours est ouvert même aux étudiants venus d'autres universités à travers le territoire national.
- Une année de socle commun supérieur (SCS) : après les deux années de classes préparatoires intégrées, les étudiants ayant obtenu 12 de moyenne générale durant la deuxième ainsi que ceux qui ont été admis par l’intermédiaire du concours, intègreront leur troisième année de socle commun.
- Deux années de spécialité (4e + 5e année): l’école offre à ses étudiants deux spécialités qui sont dispensées pour le cycle ingénieur. Le choix se fait à partir de la 4e année à la base des notes obtenues durant l'année du socle commun Supérieur et des places disponibles par spécialité.
  - L’option « systèmes d’information » (SI) a pour objet de former des ingénieurs en informatique capables de prendre en charge et/ou participer à tout projet d’analyse, de conception et de mise en place de systèmes d’information au sein d’organismes et d’entreprises. Les enseignements dispensés couvrent l’analyse et la conception de systèmes d’information (méthodes, modèles et outils support), les systèmes d’organisations les outils d’aide à la décision (analyse des données, outils d’optimisation, etc.).
  - L’option « systèmes informatiques » (SIQ) a pour objet de former des ingénieurs en systèmes informatiques vise à offrir au futur ingénieur des notions fondamentales allant de l’architecture des ordinateurs, aux logiciels d’application, en passant par les logiciels d’exploitation et les technologies de l’information et de la communication. Cette option ne vise pas à faire de l’ingénieur un spécialiste d’une technologie ou d’une plate-forme donnée, mais a pour objectif de lui donner les connaissances essentielles qui lui permettront d’appréhender rapidement les problèmes techniques auxquels il sera confronté dans le domaine industriel ou dans la recherche, et de concevoir efficacement des solutions adaptées du point de vue de la qualité et du coût.
- La cinquième année : elle consiste en un stage pratique d'une durée équivalente à une année scolaire (octobre à septembre). L'étudiant est tenu durant cette période de réaliser un projet informatique dans lequel il devra mettre en pratique les notions et les concepts appris durant les quatre années théoriques.

### Post-graduation
La post-graduation permet de former des enseignants chercheurs pour les établissements universitaires et des chercheurs pour les secteurs industriels, les secteurs socio-économiques et les centres de recherche. L’ESI dispose de l'habilitation pour assurer la formation en post-graduation.

### Effectifs
Pour l'année universitaire 2012-2013, le nombre d'étudiants est réparti comme suit :
- Classes préparatoires intégrées (CPI) : 400 étudiants (1re année : ~176, 2e année : ~170).
- Troisième année socle commun supérieur (SCS) : 37 étudiants.
- Années de spécialité : 3SI : 98 étudiants, 3SIQ: 66 étudiants

Les effectifs de 2017 étaient comme suit :
- 323 salariés dont :
  - 251 salariés permanents (126 enseignants et 125 ATS).
  - 72 agents contractuels.
- 1051 étudiants en graduation, dont 277 en 1re année;
- 200 doctorants.

### Clubs scientifiques
Plusieurs clubs universitaires sont actifs au sein de l'école. Ils organisent plusieurs événements et formation sur l'année universitaire. Ils sont en 2017 au nombre de :
- Club scientifique de l'ESI : Le CSE organise, entre autres évènements, les trois premières éditions des Algeria Web Awards.
- ETIC
- School Of AI Algiers
- Women Techmakers Algiers
- Code&Share Club
- Google Developers Group
- Shellmates Club : Créé le 19 décembre 2011, Shellmates est un groupe d’étudiants, passionnés par le domaine de la cybersécurité. Connu avant sous le nom de OWASP, le groupe fut le premier représentant d’OWASP en Algérie.

L’objectif principal du club est de créer une communauté de passionnés par l’infosec et d’encourager le partage de connaissances sur la sécurité informatique. Shellmates organise, chaque année, plusieurs événements dans le domaine de sécurité informatique, parmi eux on cite : HackINI, Bsides Algiers, Infinite CTF, Shellmates Stands et beaucoup d'autres événements.
- Club vert de l'ESI
- Sourire à l'Innocence
- Java Users Group
- Club artistique et culturel de l'ESI
- Sport and Entertainment Club